# Ileo biliare
L'ileo biliare è un'ostruzione meccanica del tratto intestinale dell'apparato digerente da parte di un calcolo biliare, migrato dalla colecisti, che normalmente si incunea nella valvola ileocecale.
Descritto per la prima volta da Bartolini nel 1654, l'ileo biliare è una forma rara di ostruzione dell'intestino tenue. La pietra calcarea entra nell'intestino attraverso una fistola colecisto-enterica (solitamente bilio-duodenale). Si ritiene che la presenza di grosse pietre di diametro > 2,5 cm all'interno della cistifellea predisponga alla formazione di fistole mediante erosione graduale del fondo della stessa.
Tale ileo meccanico è causato da un grosso calcolo colecistico, passato in intestino attraverso una fistola colecistico-enterica, formatasi per erosione da parte del calcolo stesso.
L'ileo biliare è più comune negli anziani, superati i 70 anni.

## Diagnosi
Si individua aria nell'albero biliare (pneumobilia o aerobilia), ostruzione completa o parziale dell'intestino, calcoli biliari ectopici: è la cosiddetta triade di Rigler.
Nella maggior parte dei pazienti il calcolo colecistico passa nell'intestino senza causare ileo ostruttivo, ma il rischio aumenta con calcoli di diametro maggiore di 2,5 cm. Il punto di ostruzione generalmente è la valvola ileociecale (76%), seguono il duodeno (21%) e il colon sigmoideo (2%). L'ostruzione si verifica più comunemente vicino all'ileo distale, entro 60 cm prossimalmente alla valvola ileo-cecale.
La fistola è più spesso colecisto-duodenale o colecisto-colica, ma può essere anche colecisto-gastrica. In causa son chiamate anche la diverticolosi e le anastomosi chirurgiche.

La sindrome di Bouveret è dovuta all'occlusione da parte del calcolo colecistico a livello pilorico o del bulbo duodenale.

## Trattamento
Si esegue una laparotomia precoce con enterolitotomia. Successivamente, quando il soggetto è più stabile, si può eseguire una colecistectomia.